# هیپ هیپ هورا
هیپ هیپ هورا (به انگلیسی: hip hip hoorah) لفظی است در زبان انگلیسی که هنگام شادی و خوشحالی یا پیروزی در امری به‌کار می‌برند. پیشینهٔ کاربرد آن به سال‌های ۹۰۰ تا ۱۰۰۰ میلادی برمی‌گردد. البته این لفظ شهرت جهانی پیدا کرده و اکثر مردم دنیا، در زبان‌های مختلف، نیز آن را می‌شناسند یا حتی از آن استفاده می‌کنند.